# Yoon Doo-joon
Yoon Doo-joon (윤두준?, 尹斗俊?, Yun Du-junLR, Yun TujunMR; Goyang, 4 luglio 1989) è un cantante e attore sudcoreano, leader del gruppo musicale Highlight (conosciuti meglio come Beast).

## Biografia
Yoon Doo-joon nasce a Goyang il 4 luglio 1989. Il suo sogno di diventare un professore liceale di educazione fisica cambia durante il secondo anno di scuola superiore dopo aver visto Big Bang Documentary. Genitori e insegnanti inizialmente non sono d'accordo, ma riesce a convincerli ad iscriverlo ad una scuola di musica e inizia a partecipare alle audizioni per diventare un cantante. Riesce a entrare alla JYP Entertainment e nel 2008 compare in Yeolhyeolnam-a, un reality show di Mnet che mostra il processo di preparazione al debutto, insieme ai futuri 2AM e 2PM, ma viene eliminato prima del termine. In seguito si trasferisce alla Cube Entertainment e fa da rapper in "Wipe the Tears" di AJ, con il quale entra nel gruppo dei Beast nel 2009.
È laureato in Musicologia Post-moderna alla Kyung Hee Cyber University, e nel 2013 ha terminato il corso di Trasmissione e Intrattenimento della Dongshin University.

## Carriera
Prima di esordire con i Beast, si presenta alle audizioni per la sitcom Jibung tturko high kick! e gli viene offerto un ruolo, ma lo rifiuta per concentrarsi sulla carriera musicale. Nel novembre 2009 diventa membro del cast del real-varietà Danbi, uno dei segmenti del programma Ilbam della MBC. Ci resta fino al termine delle trasmissioni, il 16 agosto del 2010, anno in cui debutta anche come attore nei drama Bolsurok aegyomanjeom e Mongttangnaesarang. Intanto Kim Tae-yeon delle Girls' Generation lascia la conduzione di Chin Chin Radio, un programma di MBC Radio FM4U 91.9Mhz, e, nelle due settimane necessarie per cercare un sostituto, Yoon fa da DJ temporaneo insieme alla cantante solista IU. Compare poi nel video musicale di "I'll Back Off So You Can Live" di G.NA.
Nel 2013 ha un ruolo secondario, quello di Seo Hyun-woo, in Iris II, mentre nel novembre di quell'anno diventa il protagonista del serial Siksyareul hapsida, Gu Dae-yeong, riprendendo il ruolo nella seconda stagione, prodotta nel 2015.

## Discografia

### Produzione
- 2009 – Testo di "Bad Girl" dei Beast, contenuta in Beast Is the B2ST
- 2009 – Testo di "Beast Is the B2ST" dei Beast, contenuta in Beast Is the B2ST
- 2010 – Testo di "When the Door Closes" dei Beast (insieme a Son Dong-woon), contenuta in My Story

### Colonne sonore e collaborazioni
- 2011 – "Bon Appetit (Enjoy Your Meal)" (본 아뻬띠 (맛있게 드세요)) con Yangpa
- 2011 – "Should I Hug or Not" (안을까 말까) con Yong Jun-hyung e Lee Gi-kwang
- 2011 – "Loving " con Jang Hyun-seung e Yang Yo-seob, per la colonna sonora di Mongttangnaesarang
- 2011 – "Kidult" (키덜트) con Eluphant
- 2015 – "Without You" con Yang Yo-seob e Son Dong-woon per la colonna sonora di Bam-eul geonneun seonbi

## Filmografia

### Cinema
- Gamun-ui yeongkwang 5 - Gamun-ui gwihan (가문의 영광5 - 가문의 귀환), regia di Jung Yong-ki (2012)

### Televisione
- Bolsurok aegyomanjeom (볼수록 애교만점? – serie TV (2010)
- Mongttangnaesarang (몽땅내사랑? – serie TV (2010-2011)
- Cheonbeon-ui immatchum (천번의 입맞춤? – serie TV (2011-2012)
- Iris II (아이리스 II: 뉴제너레이션?, A-i-riseu II: Nyu Jeneore-isyeonLR – serie TV (2013)
- Siksyareul hapsida (식샤를 합시다? – serie TV, 34 episodi (2013-2015)
- Pongdang pongdang love (퐁당퐁당 LOVE? – serie TV (2015)
- Ssa-uja gwisin-a (싸우자 귀신아? – serie TV (2016)
- Ibeon saeng-eun cheo-eum-ira (이번 생은 처음이라?) – serie TV (2017)
- Radio Romance (라디오 로맨스?) – serie TV, 16 episodi (2018)
- Vietato arrendersi (구필수는 없다?, Gu Pil-sueobdaLR) – serie TV (2022)

## Videografia
Oltre che nei videoclip dei Beast/Highlight, Yoon Doo-joon è apparso anche in quello di "I'll Back Off So You Can Live" di G.NA e Yong Jun-hyung nel 2010.

## Riconoscimenti
- MBC Entertainment Awards
  - 2010 – Rookie Comedy Award (Bolsurok aegyomanjeom e Mongttangnaesarang)
- tvN go Awards
  - 2015 – Rising Actor Award (Siksyareul hapsida)